# Fredrik Carl Sinclair
Fredrik Carl Sinclair, född den 17 oktober 1723 i Karlskrona, död där 11 maj 1776, var en svensk greve, militär, politiker och riksråd.

## Biografi
Sinclair var student vid Åbo akademi 1734, volontär vid fortifikationen 1738 samt fänrik vid Åbo läns regemente 1741 och löjtnant där 1742. Sinclair var 1745 löjtnant i fransk tjänst och blev 1746 kapten vid franska regementet Royal Suédois. Han blev kapten vid Östgöta infanteriregemente 1747 och överstelöjtnant i hessisk tjänst 1750. 
Sinclair blev 1757 sekundmajor vid Östgöta infanteriregemente och samma år överstelöjtnant i armén. Efter att blivit illa skadad på ett krigsuppdrag 1757 fick Sinclair livstidspension. År 1762 utnämndes Sinclair till överste i armén och samma år förordnades han av drottning Lovisa Ulrika till daglig uppvaktning, som kavaljer, hos kronprins Gustaf, ett uppdrag som varade till kronprinsens förmälning 1766. Samma år upphöjdes Sinclair till friherre.  Han blev riksråd 1769 och greve 1771 (introducerad 1776 under nr 270 bland friherrar och 95 bland grevar). Under frihetstidens sista skede var Sinclair hovpartiets ledare vid riksdagarna. Vid Gustav III:s statskupp 1772 entledigades han ur rådskammaren, men inkallades dit samma dag och sändes omedelbart därefter som generalguvernör till Pommern. Samma år förordnades Sinclair till kansler för universitetet i Greifswald. 
År 1762 började Sinclair bygga ett lustslott utanför Linköping, Lambohovs säteri. 
Utöver pastellporträttet av Gustaf Lundberg finns Sinclair avbildad på Carl Gustaf Pilos oljemålning av Gustav III:s kröning i Storkyrkan där Sinclair, som då var överstemarskalk och högste hovfunktionär, är placerad framför och till höger om drottning Sofia Magdalena.  
Sinclair dog i Karlskrona under en resa från Stralsund till Stockholm våren 1776. Enligt en handskriven anteckning framgår att Fredrik Carl Sinclair 
"Dog uti Carlscrona under sin förrättning. 1776 där begrafven på konung Gustafs d. 3 bekostnad 1776 och dess lik upford. til Östergötland och nedsatt uti Baronliga Sparreska Grafven uti Ekebyborna kyrka."

## Familj
Fredrik Carl Sinclair var son till generalmajoren Carl Anders Sinclair (adl. ätten Sinclair nr. 965) och Barbara Christina von Schwartzenhoff. 
Sinclair gifte sig 1749 med Sofia Reuter af Skälboö (1713–1769) och de fick barnen Catharina Sofia Sinclair (1750–1818), Christina Charlotte Sinclair (1750–1806) och Fredrik Sinclair (1751–1816).
Fredrik Carl Sinclair var farfar till Fredrik Adam Vilhelm Sinclair (1791–1835).

## Utmärkelser
- Riddare av Svärdsorden, 1751
- Kommendör med stora korset av Svärdsorden, 1766
- Riddare och Kommendör av Kungl. Maj:ts Orden (Serafimerorden), 1774 då han behöll sin ätts valspråk: Via Crucis, Via Lucis.